# 基林巴群島
基林巴群島是東非國家莫桑比克的群島，位於該國東北部的印度洋海域，由約30個珊瑚島組成，行政方面由德爾加杜角省負責管轄，主要經濟活動有漁業，人口約50,000。

## 外部連結
- The Quirimbas Archipelago - UNESCO World Heritage Centre（页面存档备份，存于）

12°8′48″S 40°34′21″E / 12.14667°S 40.57250°E